# Stříbřec
Stříbřec (německy Silberlos) je obec v okrese Jindřichův Hradec v Jihočeském kraji. Leží asi sedm kilometrů východně od Třeboně. Žije v ní 425 obyvatel.

## Historie
Nejstarší záznamy pocházejí už z období vlády Karla IV. Tedy kolem roku 1370. Původní obyvatelé tvrdě pracovali na své půdě. Kostel, který v obci chyběl si lid postavil za své peníze pomocí sbírky. Roku 1861 byl na místě dřevěné kaple z roku 1650 postaven Kostel Jana Nepomuckého.

## Obyvatelstvo
| Rok            | 1869  | 1880  | 1890  | 1900  | 1910  | 1921  | 1930  | 1950 | 1961 | 1970 | 1980 | 1991 | 2001 | 2011 | 2021 |
| -------------- | ----- | ----- | ----- | ----- | ----- | ----- | ----- | ---- | ---- | ---- | ---- | ---- | ---- | ---- | ---- |
| Počet obyvatel | 1 437 | 1 584 | 1 566 | 1 567 | 1 547 | 1 449 | 1 340 | 962  | 947  | 758  | 635  | 492  | 423  | 441  | 452  |
| Počet domů     | 158   | 178   | 183   | 190   | 202   | 231   | 265   | 288  | 272  | 242  | 227  | 298  | 311  | 318  | 325  |

## Obecní správa

### Části obce
Obec Stříbřec se skládá ze tří částí na třech stejnojmenných katastrálních územích:
- Libořezy
- Mníšek
- Stříbřec

### Obecní symboly
Znak a vlajka byly obci uděleny rozhodnutím předsedy Poslanecké sněmovny Parlamentu České republiky dne 4. dubna 2019.

## Zajímavosti
- Nejstarší stavení v obci je statek rodu Hofbauerů postavený na místě bývalé tvrze. Ten navštěvovala i Ema Destinnová.
- Na západ od obce Stříbřec, v katastrálním území Mláka (obec Novosedly nad Nežárkou), u mostu přes Novou řeku je na břehu malý pomník k poctě Emy Destinnové. Zde bylo její oblíbené místo. Tady rozjímala a hlavně chytala ryby. Stojí tu i památný dub zhruba 350 let starý[8].
- Za války se tu ukrýval spisovatel Ivan Olbracht. Před zdejší školou má postaven pomník.
- Vesnice je i rodištěm básníka a spisovatele Jana Pilaře.
- Každý rok je zde setkání heligonkářů.

## Pamětihodnosti
- Kovárna
- Kostel
- Objekty národní kulturní památky Rožmberská rybniční soustava

### Památné stromy
- Dub u Budínského rybníka
- Stříbřecká hrušeň

## Osobnosti
- Antonín Zeman (1891–1956), legionář, generál československé armády, odbojář z období druhé světové války

## Galerie

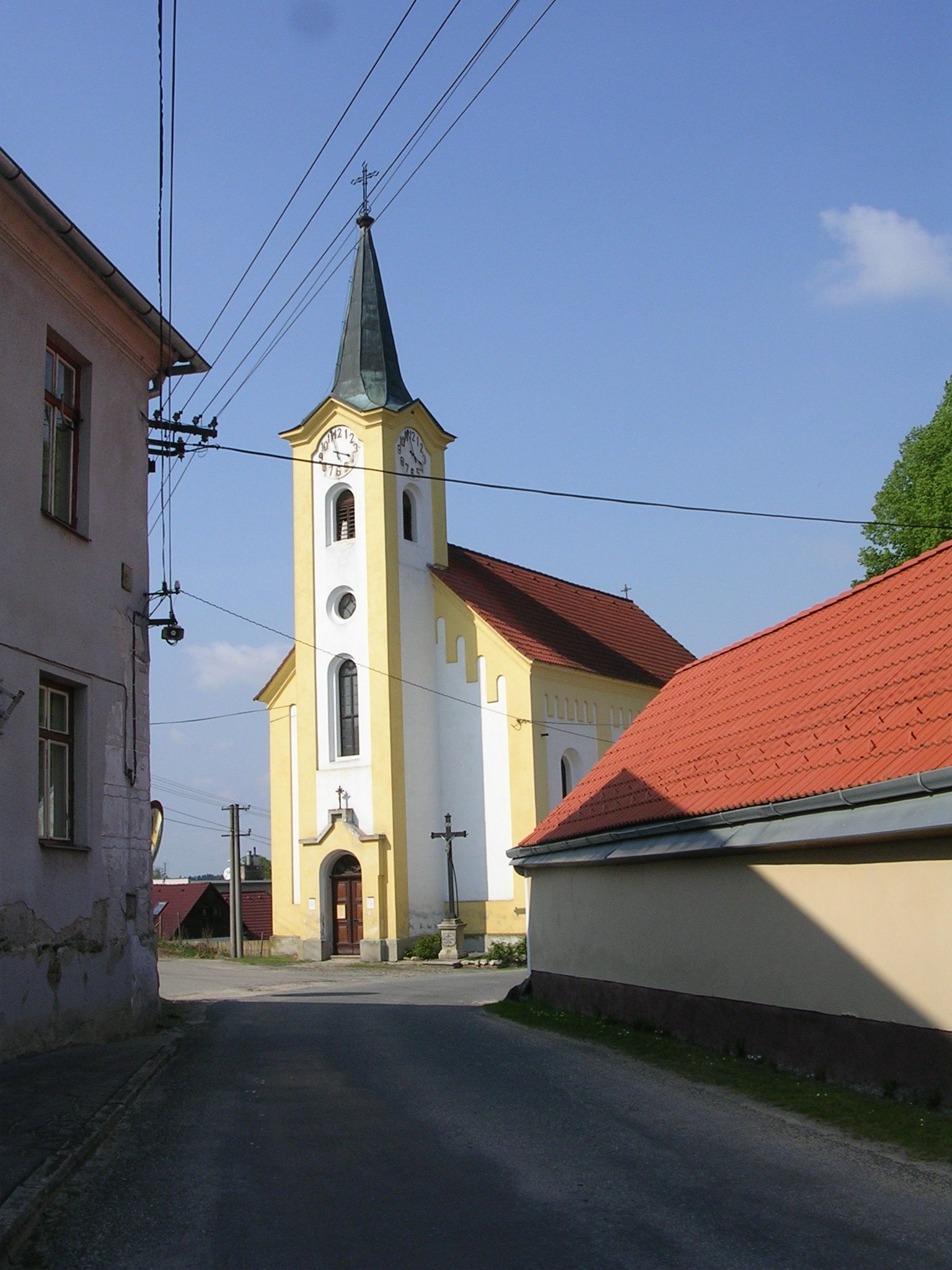
Kostel
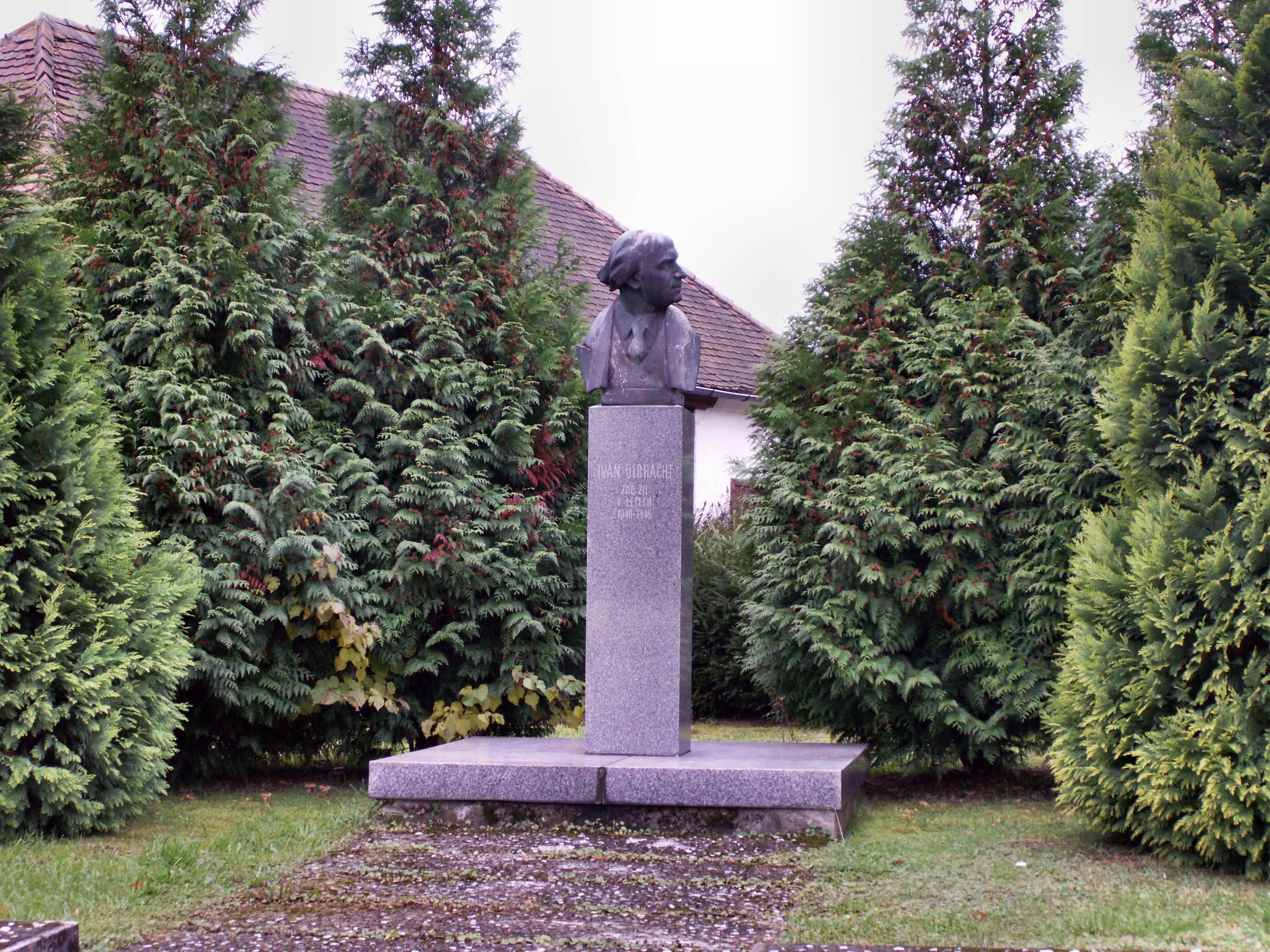
Památník Ivanu Olbrachtovi
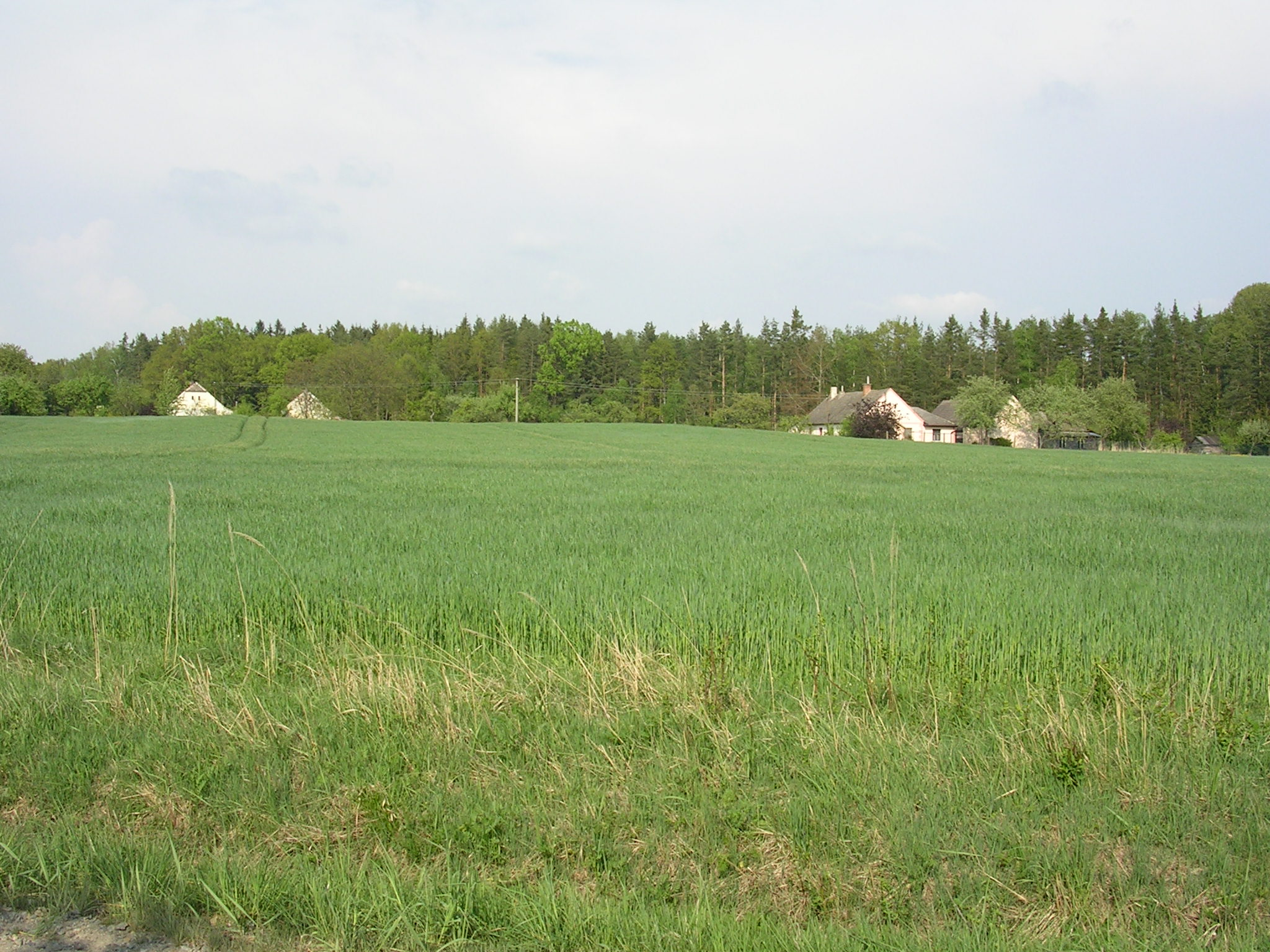
U Řepů
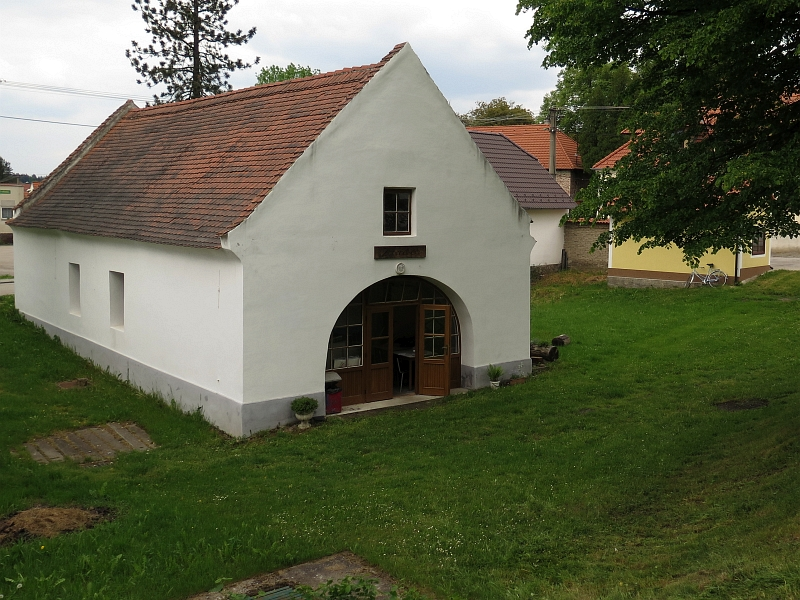
Kovárna
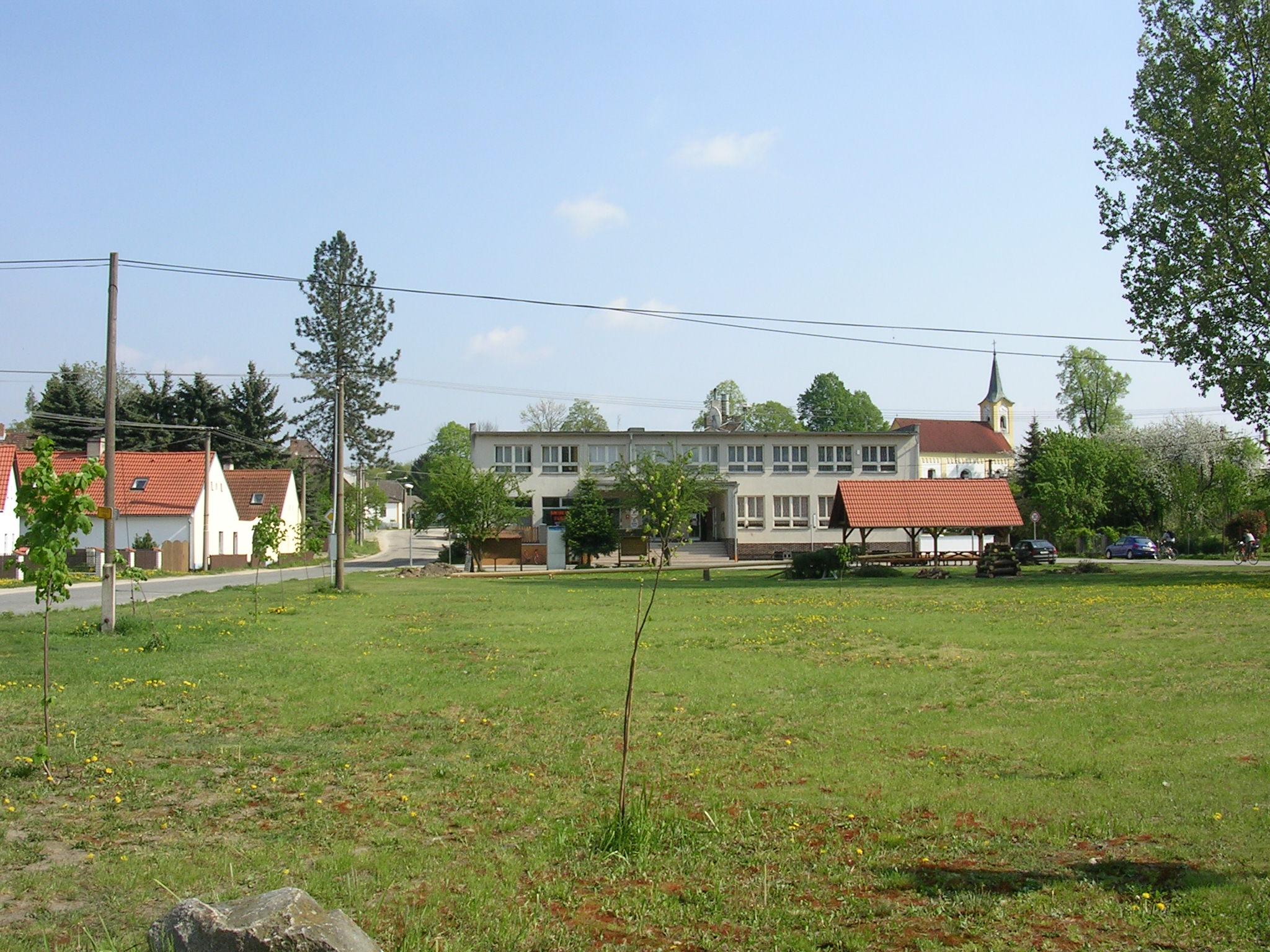
Kostel a obecní úřad
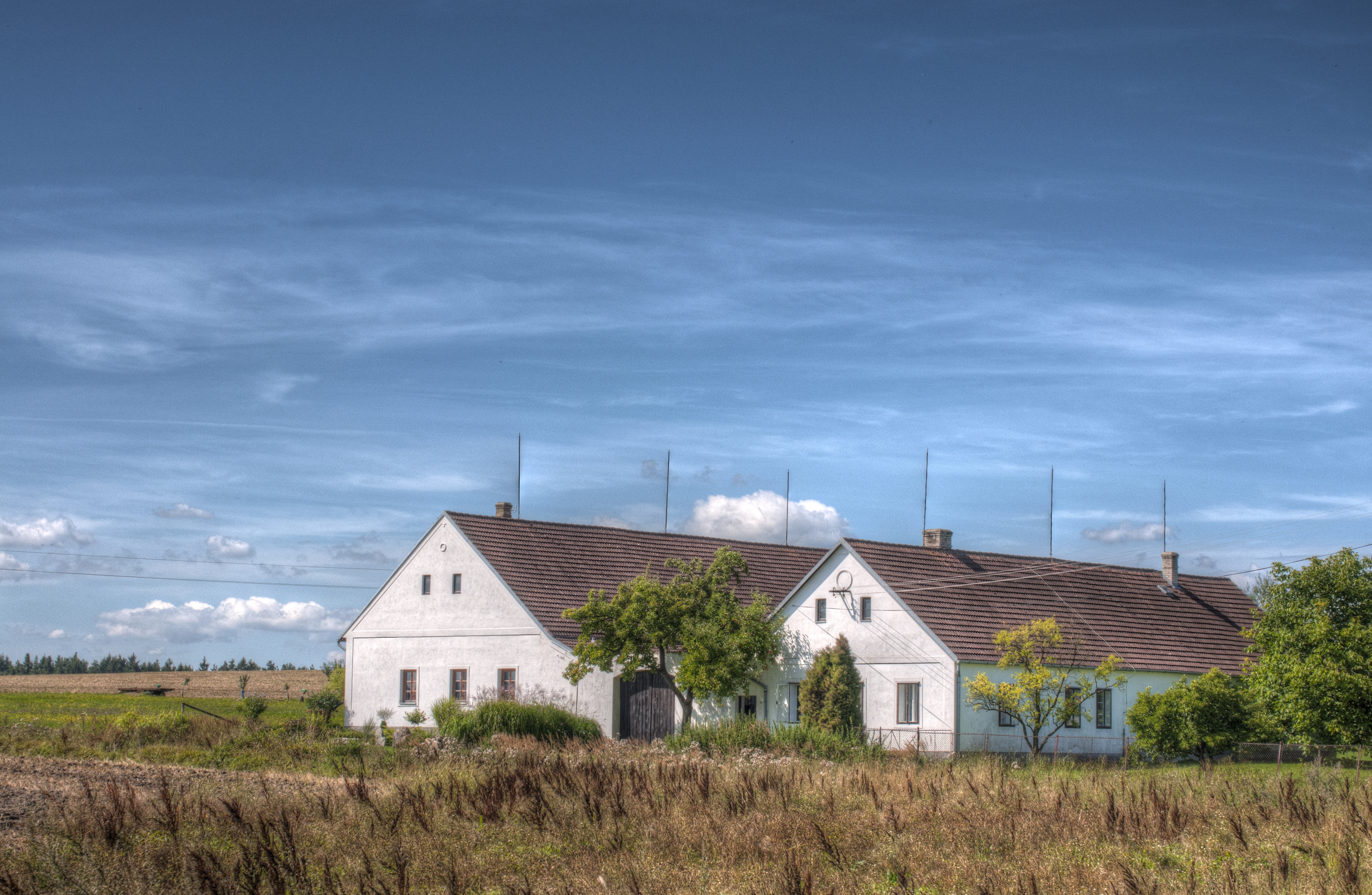
Stavení
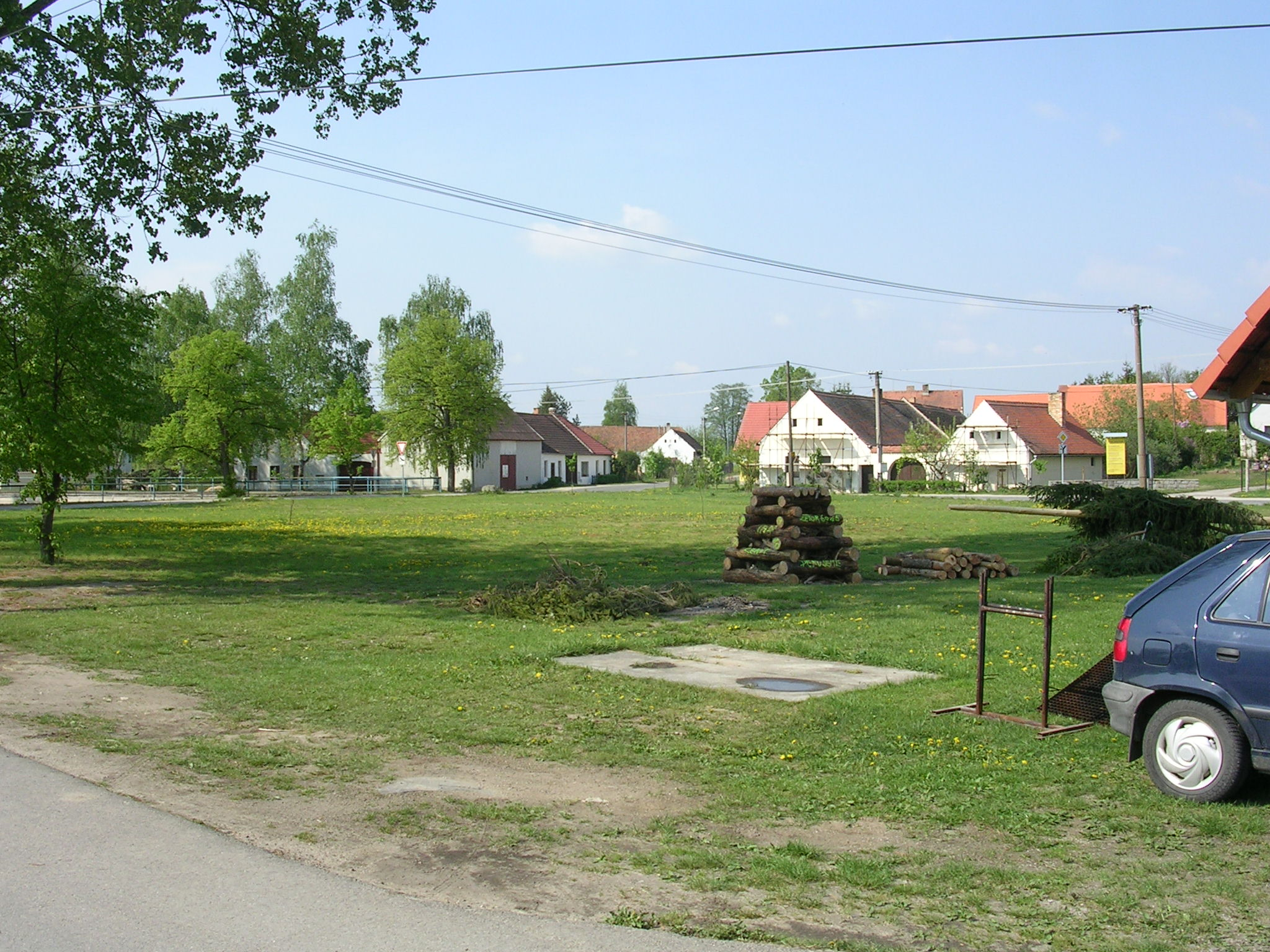
Náves
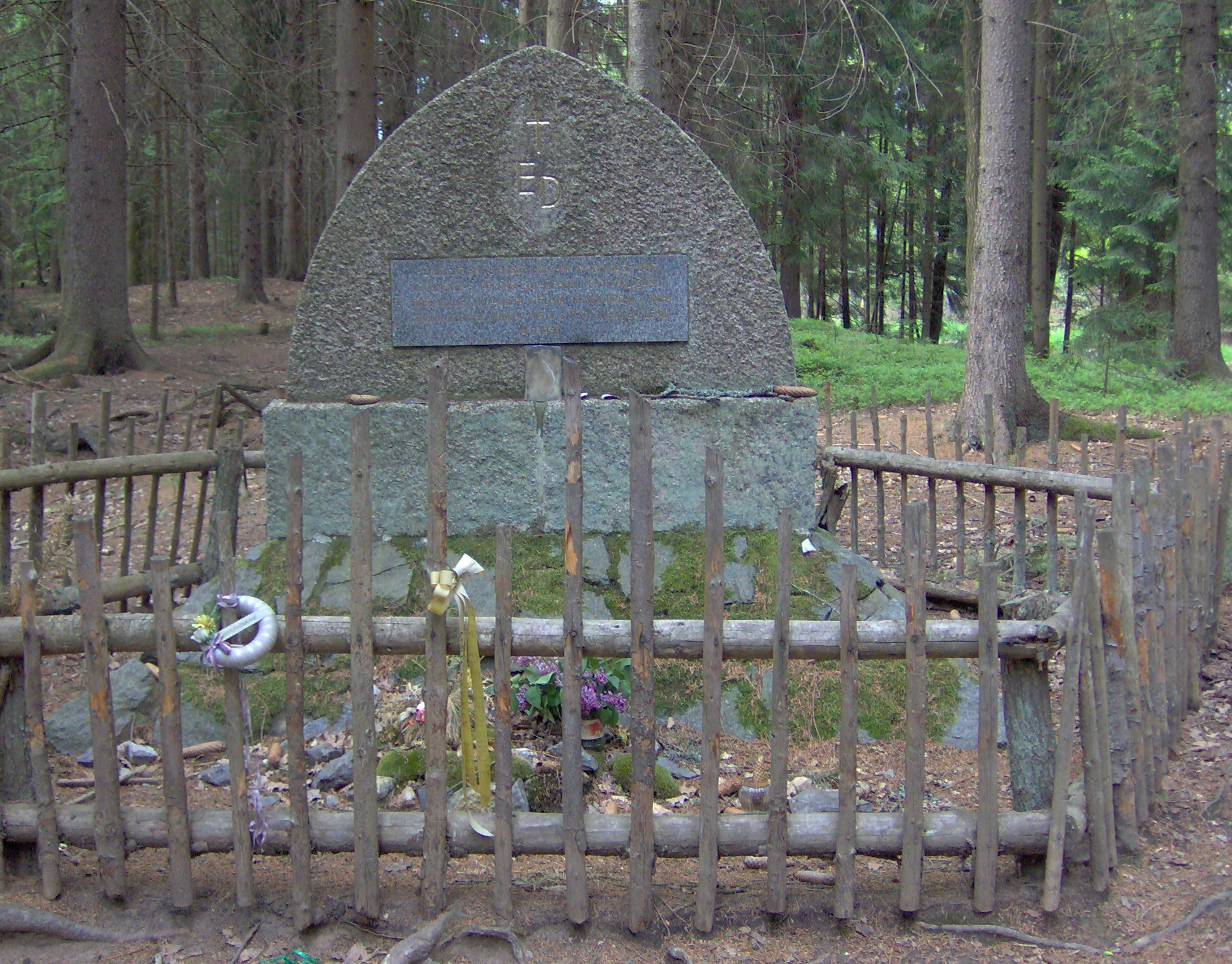
Památník Emy Destinnové